# Luossajoki
De Luossarivier  (Zweeds: Luossajoki) is een riviertje dat in de Zweedse  gemeente Kiruna stroomt. De rivier verzorgt de afwatering van het Luossameer dat ten westen van de stad Kiruna ligt. De rivier stroomt door Zuidwest-Kiruna, kruist de Ertsspoorlijn, moet om de wijk Lompolo heen, om dan naar het oosten te keren. Zij krijgt water van de Tuollu- en Pahtarivier. Ze is 22 kilometer lang.
Afwatering: Luossarivier → Torne → Botnische Golf